# Автошлях B2 R (Німеччина)
Федеральний автошлях 2 R (B2 R, нім. Bundesstraße 2 R)  — федеральна дорога у Німеччині. Вона проходить як кільцева дорога виключно в межах міського району Мюнхена у Вільній державі Баварія, має довжину 29,169 кілометрів і вважається найбільш завантаженим маршрутом Німеччини. У Мюнхені кільцеву дорогу зазвичай називають середнім кільцем і також позначають як таку. Mittlerer Ring носить свою назву через концентричне розташування між Altstadtring (Внутрішнє кільце) і (незавершене) Зовнішнє кільце або Автомагістральне кільце в Мюнхені.